# Mohammad Hatta
Pour les articles homonymes, voir Hatta.
 (janvier 2019).
Si vous disposez d'ouvrages ou d'articles de référence ou si vous connaissez des sites web de qualité traitant du thème abordé ici, merci de compléter l'article en donnant les références utiles à sa vérifiabilité et en les liant à la section « Notes et références ».
Mohammad Hatta est un homme d'État indonésien né le 12 août 1902 et mort le 14 mars 1980. Les Indonésiens l'appellent affectueusement « Bung Hatta » (« camarade Hatta »).
Hatta a proclamé avec Soekarno l'indépendance de l'Indonésie en 1945 et en est devenu le premier vice-président. L'aéroport international de Jakarta Soekarno-Hatta a été nommé en son honneur et en celui de Soekarno, premier président de l'Indonésie.

## Biographie
Né le 12 août 1902 à Bukittinggi, en pays Minangkabau (Sumatra occidental), dans ce qui était encore les Indes néerlandaises, Hatta entre au MULO, collège hollandais, de Padang, la capitale provinciale. Il entre au Jong Sumatranen Bond (« association des jeunes de Sumatra »), dont il devient le trésorier.
En 1921, Hatta part aux Pays-Bas pour étudier à la Handels Hoge School (« école des hautes études commerciales ») de Rotterdam. Il s'y inscrit à l’Indische Vereniging (« Union des Indes »), qui change bientôt son nom en Perhimpunan Indonesia (« Association indonésienne »). Hatta contribue notamment à la parution de Hindia Poetra (« Enfants des Indes »), qui change également de nom en 1924 pour devenir Indonesia Merdeka (« Indonésie libre »).
En 1926, Hatta dirige une délégation au Congrès démocratique international pour la paix à Bierville en France. Le but de la délégation est de faire connaître le nom d'« Indonésie », alors que le territoire est une colonie des Pays-Bas appelée « Indes néerlandaises ». Le nom est officiellement reconnu par le congrès.
Hatta participe ensuite au congrès de la Ligue contre l'impérialisme et l'oppression coloniale à Bruxelles en février 1927. À ce congrès, Hatta fait la connaissance de dirigeants du mouvement ouvrier comme Georg Ledebour et Edo Fimmen et de futurs hommes politiques d'Asie et d'Afrique comme l'Indien Jawaharlal Nehru, l'Égyptien Hafiz Ramadhan Bey et le Sénégalais Léopold Sédar Senghor. Il se lie d'amitié avec Nehru. Cette même année, Hatta et Nehru sont invités à parler devant la « Ligue internationale des femmes pour la paix et la liberté » à Gland en Suisse. Le titre de l'exposé de Hatta est « L'Indonésie et son problème de l'indépendance ».
En raison de ses activités politiques, Hatta est emprisonné cinq mois et demi avec trois autres jeunes militants indonésiens. En mars 1928, le tribunal de La Haye les libère avec un non-lieu. Lors du procès, Hatta prononce une impressionnante plaidoirie, qui est ensuite publiée sous le titre Indonesië Vrij (« Indonésie libre »). Hatta se consacre ensuite à ses études tout en écrivant dans la revue Daoelat Ra'jat (« Souveraineté du peuple ») et parfois aussi la revue hollandaise De Socialist. Il rentre aux Indes néerlandaises en 1932.
Hatta continue d'écrire dans le Daoelat Ra’jat, tout en participant à la formation des cadres politiques du parti Pendidikan Nasional Indonesia (« Éducation nationale d'Indonésie »), bientôt renommé Partai Nasional Indonesia (« Parti national indonésien ») ou PNI. En 1934, après avoir arrêté et exilé Soekarno dans l'île de Florès, le gouvernement colonial hollandais porte son attention sur le PNI, dont il arrête d'autres dirigeants, notamment Hatta et Sjahrir, pour les interner dans le camp de concentration de Boven-Digoel (dans l'actuelle province de Papouasie en Nouvelle-Guinée occidentale).
En 1935, Hatta et Sjahrir sont transférés dans l'île de Banda dans les Moluques. En 1942, ils sont de nouveau transférés, à Sukabumi près de Bandung. Le 9 mars 1942, le gouvernement des Indes néerlandaises se rend au Japon. Hatta et Sjahrir sont emmenés à Jakarta. 

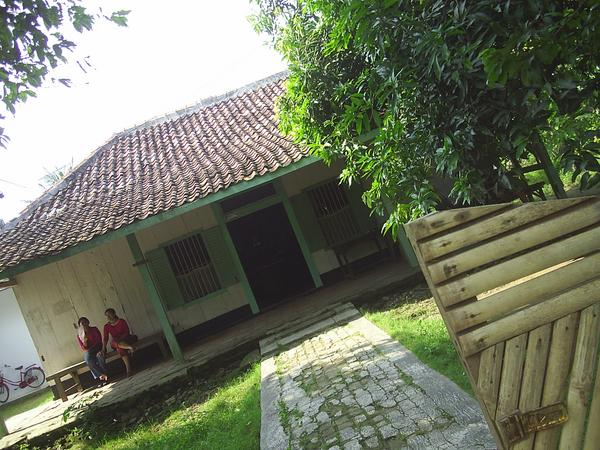
La maison où Hatta et Soekarno furent kidnappés à Rengasdengklok, à l'est de Jakarta

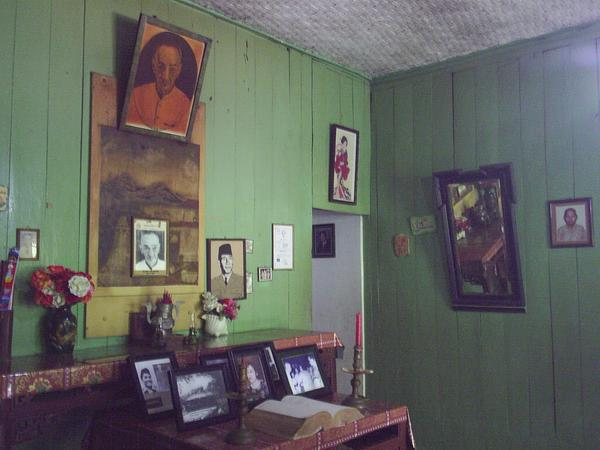
Intérieur de la maison

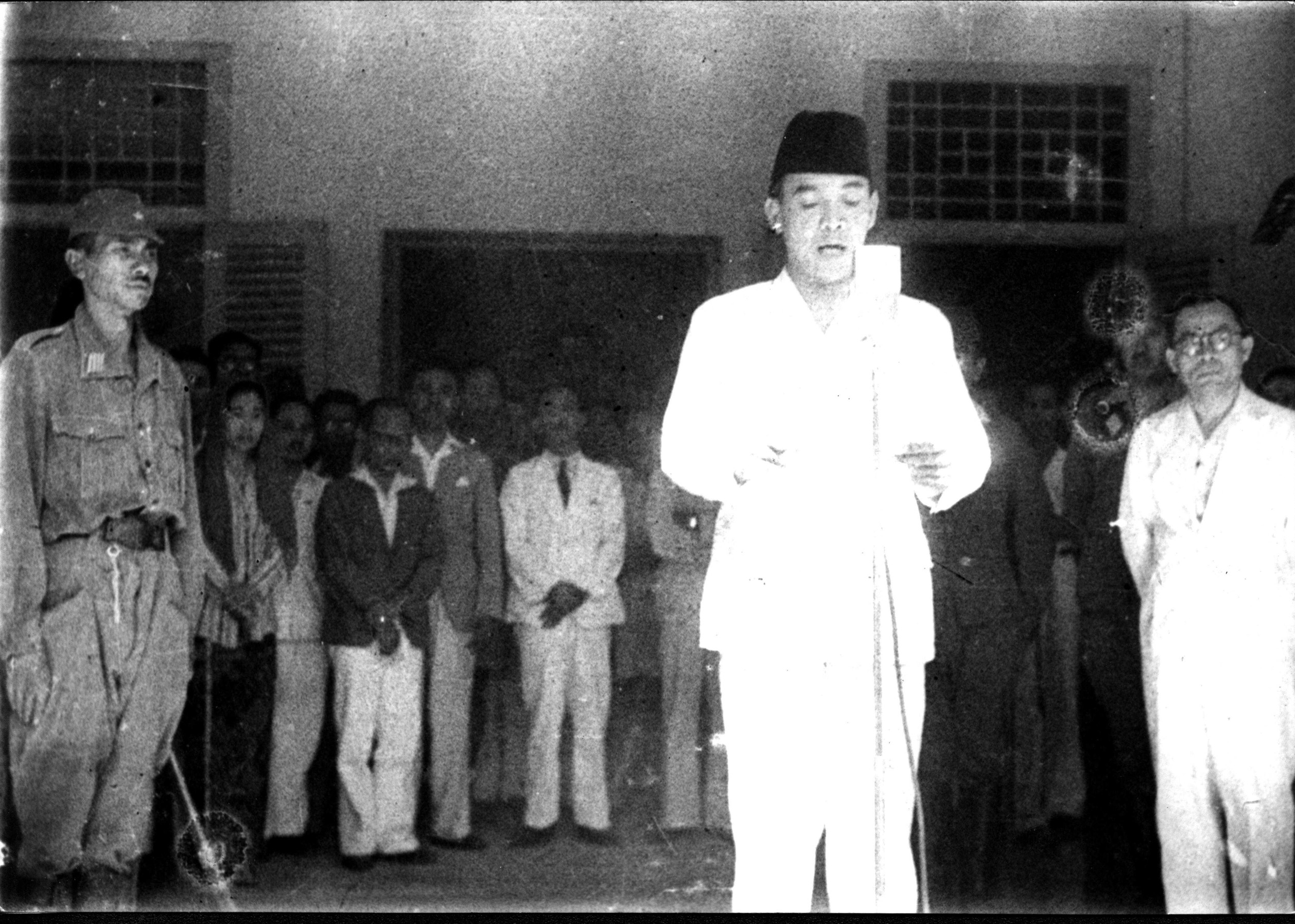
Hatta, à droite sur la photo, pendant que Soekarno lit le texte de la proclamation de l'indépendance de l'Indonésie

Pendant l'occupation japonaise, Hatta milite auprès de l'occupant pour obtenir l'indépendance de l'Indonésie. Début août 1945, un « comité préparatoire pour l'indépendance de l'Indonésie » est formé, dont le président est Soekarno et le vice-président Hatta. Le comité se réunit la nuit du 16 août à la résidence de l'amiral Tadashi Maeda, le gouverneur japonais, favorable à l'indépendance des Indes néerlandaises. Le 17 août 1945 à 10 heures du matin à Jakarta, Soekarno et Hatta proclament l'indépendance de l'Indonésie. Le lendemain, Soekarno est nommé président de la République et Hatta vice-président.
Les Pays-Bas tentent de récupérer leur ancienne colonie et y reviennent fin 1945. Le gouvernement indonésien doit se réfugier à Yogyakarta.
Pour obtenir un soutien de l'étranger, en 1947, Hatta part pour l'Inde sur un appareil indien rencontrer Nehru et Gandhi, déguisé en copilote sous le nom d'Abdullah. Nehru lui apporte le soutien de son pays devant les Nations unies.

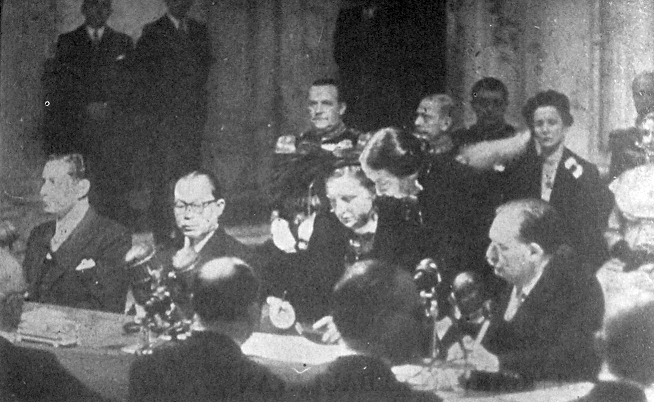
Hatta et la reine Juliana signent l'accord du transfert de souveraineté

Hatta dirige la délégation indonésienne à la conférence de la Table ronde de La Haye, qui se tient en 1949 et à l'issue de laquelle le 27 décembre, la reine Juliana des Pays-Bas transfère formellement la souveraineté sur le territoire des Indes néerlandaises à la république d'Indonésie. C'est la fin d'un conflit armé et diplomatique de quatre ans que les Indonésiens appellent « Revolusi ». 
En 1955, peu avant les premières élections de l'histoire de l'Indonésie, destinées à élire une assemblée constituante, Hatta annonce qu'il démissionnera une fois l'assemblée formée. Cette démission est officiellement remise au président de la nouvelle assemblée le 1er décembre 1956. Hatta se retire de la vie politique pour se consacrer au mouvement coopératif, qu'il considère comme un des trois piliers de l'économie indonésienne, aux côtés du secteur d'État et du secteur privé. Après la chute de Soekarno en 1966, Hatta est quelque temps conseiller du président Soeharto.

## La Charte de Jakarta
C'est Hatta qui supprime, dans le premier des Pancasila, les « cinq principes » qui fondent l'État indonésien, les fameux « sept mots » (tujuh kata) qui dans la Charte de Jakarta, faisaient obligation aux Indonésiens musulmans d'observer la shariah, enlevant ainsi toute référence à l'islam dans la constitution indonésienne.